# سوئد در المپیک تابستانی ۱۹۱۲

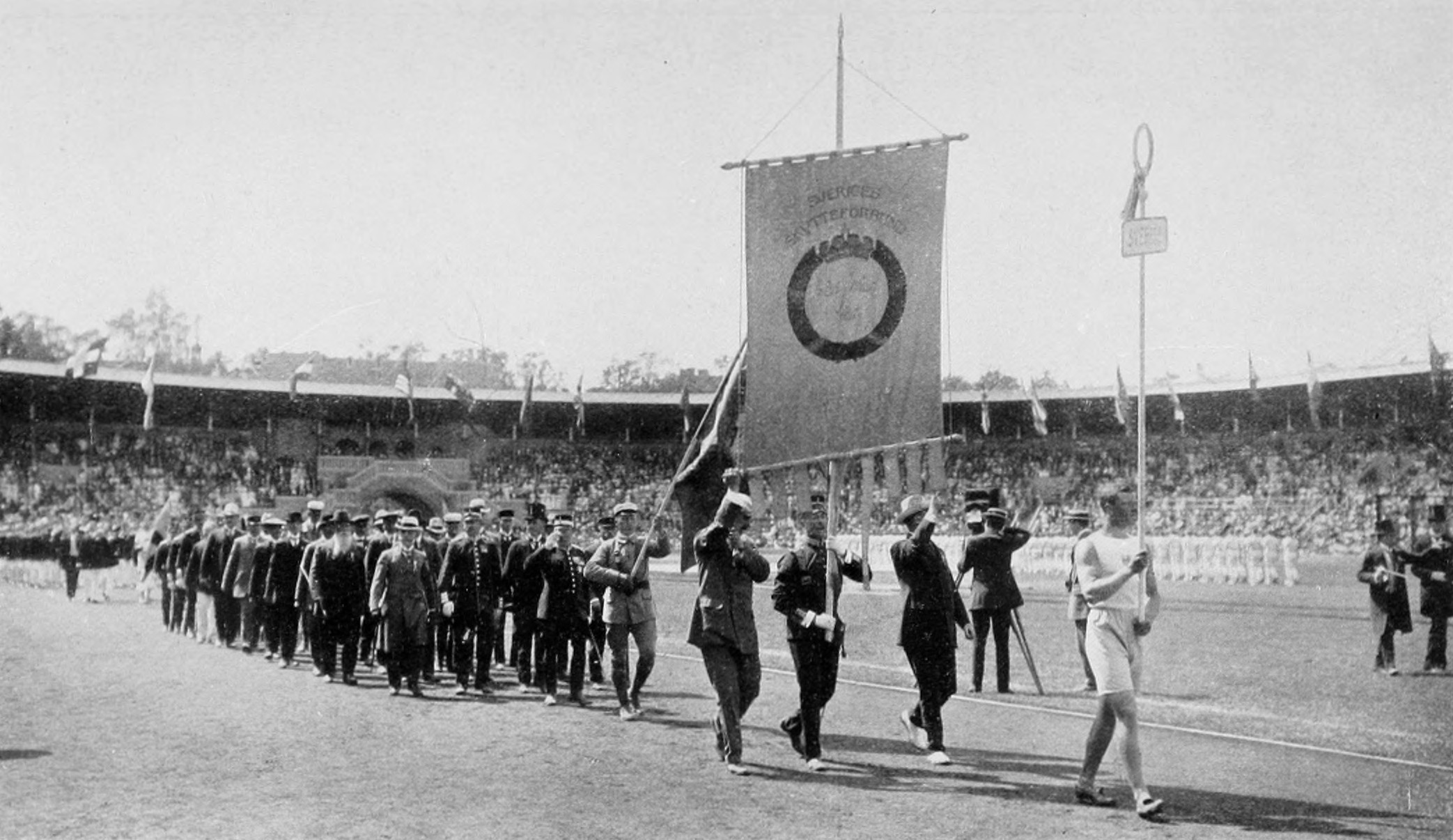
تیم سوئد در مراسم افتتاحیه

سوئد در بازی‌های المپیک تابستانی ۱۹۱۲ که در شهر استکهلم سوئد برگزار شد، کاروان سوئد با ۴۴۴ ورزشکار در این رقابت‌ها شرکت کرد و موفق به کسب ۶۵ مدال (۲۴ طلا، ۲۴ نقره، ۱۷ برنز) شد. در جدول رتبه‌بندی توزیع مدال‌ها، سوئد در ردهٔ ۲ مسابقات قرار گرفت.